# Charleyova teta

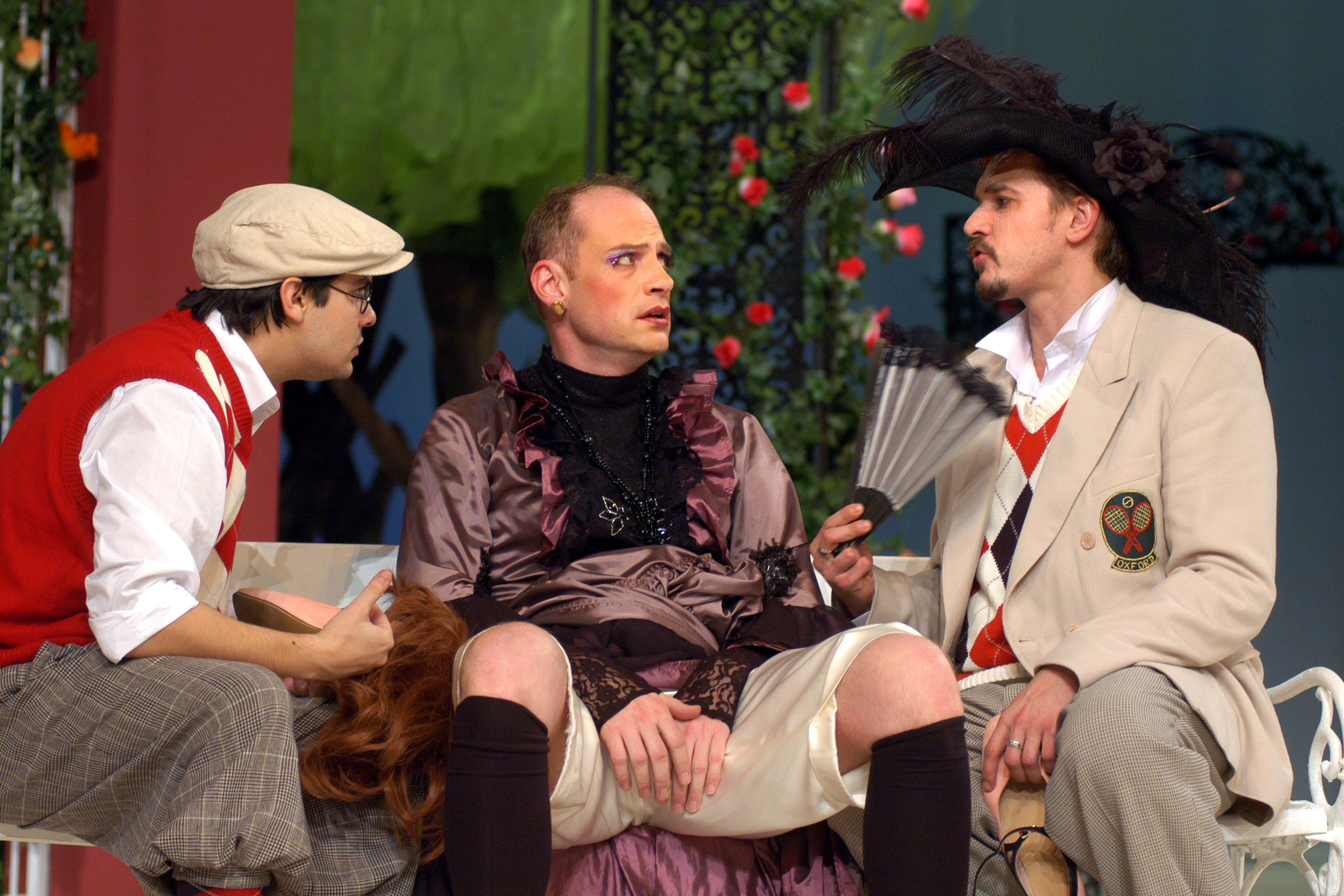
Charleyova teta v podání MdB

Charleyova teta je divadelní komedie renomovaného anglického divadelního herce i autora Brandona Thomase. Napsal ji z roku 1892 pro svého kolegu, herce Williama Sidney Penley. V češtině ji uvedlo poprvé Národní divadlo v Praze roku 1894. V letech 1927–1930 hrál Charleyovu tetu Vlasta Burian. V České republice má tuto hru na repertoáru mnoho divadel, mezi nimi i Městské divadlo Brno  nebo od roku 2009 pražské Divadlo Na Jezerce.
Mezi legendární české inscenace této hry patří mimo jiné také ta z Městských divadel pražských, kde v Divadle ABC hlavní roli po mnoho let ztvárňoval Lubomír Lipský. Posléze tuto roli v divadle ABC převzal Jan Hrušínský a Lubomír Lipský si zahrál Spettique.

## Děj
Děj hry se odehrává v 19. století. Dva studenti Oxfordské univerzity Charley a Jack chtějí požádat své dívky o ruku, ale doba si žádá doporučení solidní osoby. Do Anglie se má vrátit velmi bohatá Dona Lucie Dalvadores, Charleyova teta. Problém se zdá být vyřešen. Slečny jsou již netrpělivé a teta stále nikde, proto se studenti rozhodnou, že se za tetu převleče jejich spolužák Babberly. Z toho vyplývají velmi komické situace a samozřejmě se objeví i teta skutečná. A situaci komplikuje, že ji doprovází dívka, do které byl Babberly krátce zamilovaný, než ji ztratil z dohledu. Těch ztracených a nalezených lásek je tam víc. Ale hlavní roli v této frašce má Babberly a jeho nucený převlek za Charleyovu tetu.

## Brněnská inscenace
Hru má od roku 2007 na repertoáru Městské divadlo Brno. Délka představení činí 2 h 55 minut, s jednou dvacetiminutovou přestávkou.

### Obsazení
| Petr Štěpán                             | Jack Chesney |
| Jan Mazák                               | Brasset      |
| Alan Novotný                            | Charley      |
| Igor Ondříček                           | Babberly     |
| Pavla Vitázková                         | Kitty        |
| Radka Coufalová nebo Markéta Sedláčková | Amy          |
| Josef Jurásek                           | Chesney      |
| Zdeněk Junák                            | Spettique    |
| Irena Konvalinová                       | Donna Lucia  |
| Lenka Janíková                          | Ela          |

## Charleyova teta v Divadle Na Jezerce
15. října 2009 proběhla premiéra hry na prknech pražského Divadla Na Jezerce v režii Jana Hrušínského, který hrál titulní roli v 380 reprízách v Městských divadlech pražských – v divadle ABC v letech 1996-2008. V roli sluhy Brasseta se na Jezerce spolu s Janem Hrušínským alternoval nejslavnější český představitel titulní role Lubomír Lipský. Hlavní postavu lorda Babberlyho ztvárnil Radek Holub, v roce 2015 ho vystřídal Petr Vacek. Délka představení v Divadle Na Jezerce je 2 hod. a 15 min., včetně dvacetiminutové přestávky. V roce 2021 se omladilo obsazení a Charleyova teta se na diváky Divadla Na Jezerce těší v nových kostýmech.

### Obsazení
| Petr Vacek                       | Babberly                |
| Martin Leták                     | Jack Chesney            |
| Zdeněk Hruška nebo Jan Hrušínský | Brasset                 |
| Ondřej Dvořák nebo Petr Macháček | Charley                 |
| Zuzana Žáková                    | Kitty                   |
| Johana Jedličková                | Amy                     |
| Zdeněk Maryška nebo Libor Hruška | Sir Francis Chesney     |
| Martin Sitta                     | Spettique               |
| Miluše Šplechtová                | Donna Lucie d'Alvadorez |
| Kristýna Hrušínská               | Ella                    |